# Thừa Thạc
Thừa Thạc (tiếng Trung: 承碩; 24 tháng 4 năm 1802 – 13 tháng 10 năm 1839) là một hoàng thân của nhà Thanh trong lịch sử Trung Quốc, người thừa kế 1 trong 12 tước vị Thiết mạo tử vương.

## Cuộc đời
Thừa Thạc sinh vào giờ Tý, ngày 23 tháng 3 (âm lịch) năm Gia Khánh thứ 7 (1802), trong gia tộc Ái Tân Giác La. Ông là con trai thứ hai của Khắc Cần Giản Quận vương Thượng Cách, mẹ ông là Đích Phúc tấn Tha Tháp Lạp thị (他塔拉氏).
Năm Đạo Quang nguyên niên (1821), ông được phong làm Trấn quốc Tướng quân, thụ Nhị đẳng Thị vệ. Đến tháng 9 năm thứ 9 (1829), thì ông được thăng làm Bất nhập Bát phân Phụ quốc công. Năm thứ 13 (1833), tháng 6, cha ông qua đời, ông được thế tập tước vị Khắc Cần Quận vương đời thứ 13. Năm thứ 14 (1834), nhậm chức Đô thống Mông Cổ Chính Hoàng kỳ, sau trở thành Tổng tộc trưởng của Tương Hồng kỳ.
Năm thứ 19 (1839), tháng 9, ông qua đời, thọ 37 tuổi, được truy thụy Khắc Cần Khác Quận vương (克勤恪郡王).

## Gia quyến
- Đích Phúc tấn: Nữu Hỗ Lộc thị (鈕祜祿氏), con gái của Thừa Ân công Hòa Thế Thái (和世泰) – em trai của Hiếu Hoà Duệ Hoàng hậu.
- Con trai

1. Khánh Huệ (慶惠; 1819 – 1861), mẹ là Đích Phúc tấn Nữu Hỗ Lộc thị. Năm 1839 được thế tập tước vị Khắc Cần Quận vương. Sau khi qua đời được truy thụy Khắc Cần Kính Quận vương (克勤敬郡王). Có bảy con trai.
2. Tung Huệ (嵩惠; 1825 – 1826), mẹ là Đích Phúc tấn Nữu Hỗ Lộc thị. Chết yểu.